# 라우라 베티
라우라 베티(Laura Betti, 1927년 5월 1일 ~ 2004년 7월 31일)는 이탈리아의 배우이다.

## 출연 작품
- 라 패션 디 로라 (2011)
- 아녜스 바르다의 해변 (2008)
- 팻 걸 (2000)
- 저항 (1993, La ribelle)
- 커리지 마운틴 (1989)
- 예나취 (1987)
- 루나 (1979)
- 러버스 앤 라이어스 (1979)
- 어깨 위의 나비 (1978)
- 유물 (1978)
- 갱 (1977)
- Bertolucci secondo il cinema (1976) - 다큐멘터리
- 1900년 (1976)
- 상류 사회 (1974)
- 알롱상팡 (1973)
- 캔터베리 이야기 (1972)
- 블러드 베이 (1971)
- 공포의 허니문 (1969)
- 이탈리아식 변덕 (1968)
- 테오레마 (1968)
- 다섯 마녀 이야기 (1967)
- 라고파그 (1963)